# Marco Trebélio Máximo
Marco Trebélio Máximo (em latim: Marcus Trebellius Maximus; m. 72) foi um senador romano nomeado cônsul para o nundínio de julho a agosto de 55 com Lúcio Aneu Sêneca.

## Carreira
Depois do consulado, Trebélio serviu numa comissão montada para revistar o censo e as estimativas de coleta de impostos na Gália juntamente com Quinto Volúsio Saturnino e Tito Sêxtio Africano. Estes dois eram rivais e ambos odiavam Trebélio, que se aproveitou da rivalidade para obter os melhores resultados. Em 63, foi nomeado governador da Britânia, onde continuou a política de consolidação do território já conquistado proposta pelo seu predecessor. Ele continuou a romanização da província, refundando Camuloduno depois que a cidade ter sido destruída na Revolta de Boudica. Londínio enriqueceu como entreposto comercial durante seu governo.
Em 67, a província estava segura o suficiente para permitir que a Legio XIV Gemina fosse removida de volta para o continente; a falta de oportunidade de saque provocou revoltas entre as legiões que ficaram. Não sendo um soldado, Trebélio não conseguiu restaurar a ordem e uma disputa com Marco Róscio Célio, comandante da XX Valeria Victrix, minou ainda mais sua autoridade.
No ano dos quatro imperadores (69), a Britânia não estava em condições de propor um candidato próprio ao trono de Nero como outras legiões estavam fazendo. Ao invés disto, Róscio liderou um motim, expulsou Trebélio e declarou seu apoio a Vitélio, enviando-lhe vexillationes da XX. Quando Vitélio conseguiu derrotar Otão e chegou ao trono, ele nomeou um novo governador, Marco Vécio Bolano, e retornou a XIV, que havia se aliado a Otão, para a Britânia.
Depois disto, Trebélio se retirou da vida política e sobreviveu à troca de imperadores em suas terras perto de Roma. Em 72, foi admitido entre os irmãos arvais, mas morreu subitamente no mesmo ano.